# Stainmore
Stainmore est un civil parish de Cumbria, en Angleterre, qui regroupe les villages de North Stainmore et South Stainmore. Elle comptait 253 habitants au moment du recensement de 2001.
Stainmore est traversé par la A66, qui suit le tracé d'une ancienne voie romaine.